# La Flandre Libérale (tijdschrift)
La Flandre Libérale was een Belgisch Franstalig liberaal tijdschrift dat verscheen in Vlaanderen.

## Geschiedenis
Het blad was de opvolger van de Chronique Contemporaire dat omstreeks ca. 1847 te Gent werd uitgegeven. De eerste editie van La Flandre Libérale werd uitgegeven met de vermelding "juli 1847". Vermoed wordt echter dat hun nummer pas verscheen in september van dat jaar. Het laatste nummer verscheen vermoedelijk in de eerste helft van 1849.
Het blad werd uitgegeven door de Société Huet van François Huet en Henri Moke. Redacteurs waren onder andere Moke, Gustave Callier, Jean Stecher en Emile de Laveleye. Het tijdschrift omschreef zichzelf als liberale modérée, evenals de Revue Nationale de Belgique. Toch weerklinkt uit La Flandre Liberale een ander, radicaler en linkser liberalisme. Dit komt mogelijks door de verkiezingsoverwinning van de liberalen bij de verkiezingen van 8 juni 1847 en de daaropvolgend geïnstalleerde regering-Rogier I. Daarnaast kon de Franse Februarirevolutie  alsook de invoering van het algemeen stemrecht op het enthousiasme van het tijdschrift rekenen. Naast politiek, kwam ook sociale economie, filosofie, geschiedenis, en (natuur-)wetenschappen aan bod.